# Lazăr Edeleanu
Lazăr Edeleanu [ˈlazər edeˈle̯anu] ; né le 1er septembre 1861 à Bucarest, et mort le 7 avril 1941 dans la même ville, est un chimiste roumain d'origine juive. Il est connu pour avoir été le premier chimiste à synthétiser l'amphétamine à l'Université de Berlin et pour avoir inventé la méthode moderne de raffinage du pétrole brut.

## Activité de recherche en Angleterre et en Roumanie
Après avoir étudié au Collège national Saint-Sava, il part à l'université de Berlin. il obtient son doctorat en chimie en 1887 avec une thèse intitulée « Sur certains dérivés de l'acide phénylméthacrylique et de l'acide phénylisobutyrique », rédigée sous la direction d'August Wilhelm von Hofmann. Edeleanu travaille ensuite quelque temps au Royal College of Artillery de Londres en tant que chargé de cours et assistant du professeur Hodgkinson. Durant cette période, il collabore avec Charles Frederick Cross et Edward John Bevan pour créer un certain type de soie artificielle ignifuge. Avec Raphael Meldola, il développe des teintures à base d'oxazine.
De retour en Roumanie, il est engagé par le chimiste Constantin Istrati comme assistant, puis comme maître de conférences à la Faculté des Sciences de l'Université de Bucarest, au département de chimie organique. En 1906, il est nommé chef du laboratoire de chimie de l'Institut de géologie, fondé cette année-là, et directeur de la raffinerie Vega près de Ploiești, appartenant à l'époque à la société allemande Disconto-Gesellschaft. En 1907, avec Ion Tănăsescu, il co-organise le Congrès du pétrole à Bucarest et co-écrit une monographie sur les propriétés physiques et techniques du pétrole brut roumain.
Son invention la plus importante fut le procédé Edeleanu (1908), un processus de raffinage du pétrole utilisant du dioxyde de soufre liquide pour extraire sélectivement les hydrocarbures aromatiques (benzène, toluène, xylène, etc.). Le procédé a d'abord été appliqué expérimentalement en Roumanie à la raffinerie de Vega, avant de se répandre en France (notamment à Rouen), en Allemagne, puis dans le monde entier.

## Recherche et entrepreneuriat en Allemagne

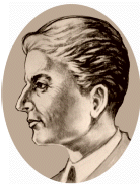
Portrait de Lazăr Edeleanu.

En 1910, Edeleanu s'installe en Allemagne où il fonde une entreprise appelée "Allgemeine Gesellschaft für Chemische Industrie". En raison du succès du nom "Edeleanu", l'entreprise change son nom en Edeleanu GmbH en 1930. L'une des premières raffineries au Royaume-Uni, la Manchester Oil Refinery, est construite avec la participation d'Edeleanu GmbH et ouvre en 1938 à Trafford Park. Sous le régime nazi, elle est rachetée par la Deutsche Erdöl-AG. Après plusieurs changements de propriétaires, elle est acquise par Uhde GmbH en 2002, une entreprise appartenant au groupe Thyssenkrupp. Le nom Edeleanu est encore utilisé de nos jours pour le département de raffinage.
Edeleanu retourna en Roumanie où il meurt à Bucarest en avril 1941.